# Lista de divisões censitárias de Alberta
As divisões do censo em Alberta consistem em numerosas subdivisões dentro da província, elas tem como objetivo facilitar e dar mais confiabilidade a estatísticas e censos populacionais; Sem as divisões isso seria uma tarefa muito mais difícil e menos confiável e por isso, a Statistics Canada subdivide a província de Alberta em 19 divisões. Ao contrário de algumas outras províncias, as divisões do censo não refletem um nível de governo local em Alberta.

Mapa da densidade populacional das divisões de Alberta.
0 - 1
1.1 - 2
2.1 - 5
5.1 - 10
10.1 - 20
20.1 - 40
40.1 - 60
60.1 - 80
>80

## Lista de divisões
| Localização | Divisões       | População | Área em km² | Densidade populacional por km² | Cidade/Comunidade mais populosa |
| ----------- | -------------- | --------- | ----------- | ------------------------------ | ------------------------------- |
|             | Divisão N.º 1  | 82,627    | 20,558.81   | 4.0                            | Medicine Hat                    |
|             | Divisão N.º 2  | 169,729   | 17,673.32   | 9.6                            | Lethbridge                      |
|             | Divisão N.º 3  | 38,956    | 13,887.06   | 2.8                            | Claresholm                      |
|             | Divisão N.º 4  | 9,573     | 21,479.85   | 0.4                            | Hanna                           |
|             | Divisão N.º 5  | 55,708    | 16,795.05   | 3.3                            | Strathmore                      |
|             | Divisão N.º 6  | 1,498,778 | 12,655.32   | 118.4                          | Calgary                         |
|             | Divisão N.º 7  | 41,574    | 19,227.61   | 2.2                            | Wainwright                      |
|             | Divisão N.º 8  | 209,395   | 9,939.43    | 21.1                           | Red Deer                        |
|             | Divisão N.º 9  | 20,869    | 18,913.39   | 1.1                            | Rocky Mountain House            |
|             | Divisão N.º 10 | 97,449    | 20,466.09   | 4.8                            | Lloydminster                    |
|             | Divisão N.º 11 | 1,366,050 | 15,783.77   | 86.5                           | Edmonton                        |
|             | Divisão N.º 12 | 67,120    | 31,981.64   | 2.1                            | Cold Lake                       |
|             | Divisão N.º 13 | 71,016    | 24,385.17   | 2.9                            | Whitecourt                      |
|             | Divisão N.º 14 | 29,291    | 26,962.03   | 1.1                            | Hinton                          |
|             | Divisão N.º 15 | 38,594    | 28,403.35   | 1.4                            | Canmore                         |
|             | Divisão N.º 16 | 73,988    | 95,348.40   | 0.8                            | Fort McMurray                   |
|             | Divisão N.º 17 | 61,590    | 192,152.54  | 0.3                            | Slave Lake                      |
|             | Divisão N.º 18 | 14,488    | 33,200.73   | 0.4                            | Grande Cache                    |
|             | Divisão N.º 19 | 120,380   | 20,516.90   | 5.9                            | Grande Prairie                  |